# 阿曼多·蔡·罗德里格斯
阿曼多·蔡·罗德里格斯（西班牙語：Armando Choy Rodríguez，中文名蔡国强），古巴军事人物。他是与莫伊塞斯·邵黄和古斯塔沃·崔·贝尔特兰并称三位华裔革命将军。

## 生平
阿曼多·蔡·罗德里格斯祖籍中国广州市番禺区蔡边村。于1934年出生在古巴拉斯比亚斯省。他的父亲1918年自中国移民古巴经商，他母亲是一名古巴妇女。蔡于1955年参加了反巴蒂斯塔政府的运动，并成为拉斯比亚斯省的学生领袖，后加入游击队。1959年巴蒂斯塔政权倒台后，他继续在军界任职。参与1961年猪湾事件。1962年，获颁上校军衔；1976年获颁少将军衔。2011年5月，在中国全国对外友好协会帮助下，阿曼多·蔡·罗德里格斯回到中国广州市番禺区东环街蔡边村寻根祭祖。